# سيب مدأب السفلي (سررود الشمالي)
سیب مدأب السفلی (بالفارسية: سیب مدآب سفلی) هي قرية تقع في إيران في قسم سررود الشمالي الريفي. يقدر عدد سكانها بـ 0 نسمة بحسب إحصاء 2016.